# Puig de les Vacasses
El Puig de les Vacasses és una muntanya de 386 metres que es troba al municipi de Llagostera, a la comarca del Gironès.